# Scarabaeus wilsoni
Scarabaeus wilsoni là một loài bọ cánh cứng trong họ Bọ hung (Scarabaeidae).